# Eois fulvicosta
Eois fulvicosta là một loài bướm đêm trong họ Geometridae.